# Anton Prečuch
Anton Prečuch (1. ledna 1922 – 2002) byl slovenský a československý politik Komunistické strany Slovenska, poslanec Slovenské národní rady v 60. letech a poslanec Sněmovny národů Federálního shromáždění za normalizace.

## Biografie
V letech 1964–1968 se uvádí jako účastník zasedání Ústředního výboru Komunistické strany Slovenska.
Ve volbách roku 1960 a opětovně ve volbách roku 1964 se stal poslancem Slovenské národní rady. Po provedení federalizace Československa usedl v lednu 1969 do Sněmovny národů Federálního shromáždění. Do federálního parlamentu ho nominovala Slovenská národní rada. Ve federálním parlamentu setrval do konce funkčního období, tedy do voleb roku 1971.